# Selenidera
Selenidera es un género de aves de la familia Ramphastidae, que incluye seis especies que habitan en los bosques húmedos de la Amazonia, el occidente de Colombia y sur de Panamá, en las llanuras bajas y el piedemonte, a altitudes inferiores a los 1500 m s. n. m. Son conocidas como tucanetas, tucancitos o pichilingos. Se le puede encontrar en Brasil, Guyana Francesa, Guyana, Surinam, y Venezuela. 
Todas las especies tienen plumas verdes en la parte superior, pintas rojas en la inferior y un parche de piel azul o azul verdoso alrededor del ojo. Se caracterizan por el dimorfismo sexual. Los machos tienen una corona, nuca, garganta y pecho negros y una raya auricular anaranjada o amarilla. Las hembras de la mayoría de las especies tienen las secciones negras substituidas por marrón rico y la raya auricular reducida o ausente, además de diferencias específicas como las que presenta la hembra de la tucaneta de las Guayanas (S. culik), que tiene partes bajas grises y un collar rojizo en la nuca. 
Son relativamente pequeñas con una longitud total de 30 a 38 cm siendo la especie S. spectabilis la mayor. Se alimentan principalmente de frutas y viven en parejas. Son los pájaros bastante reservados y evasivos que se limitan generalmente a la parte más densa del bosque. Anidan en la cavidad de algún árbol. Los huevos, blancos, son incubados por ambos padres.

## Especies
Selenidera piperivora (S. culik)

Selenidera nattereri

Selenidera reinwardtii

Selenidera gouldii

Selenidera maculirostris

Selenidera spectabilis